# Високо в горах (фільм, 2020)
«Високо в горах» (англ. Deep in the mountains) — українсько-грузинська романтична комедія режисера Олега Борщевського. Виробництво кінокомпанія BIG HAND FILMS.

## Сюжет
Ця історія розпочалась напередодні Нового Року. У літаку, який прямує до Грузії, доля зводить двох абсолютно несумісних людей: красунчика-бабія Костю та матір-одиначку Машу. Проте, виявиться, що герої вже зустрічались нещодавно – в кабінеті гінеколога. Не дочекавшись своєї черги на прийом, Маша зпересердя наврочила лікареві, ним виявився Костя, який використовував свій робочий кабінет «не за призначенням». Після цього «психологічного прокляття» Костя втрачає свою «чоловічу силу» і вирушає за порятунком до знахарки в Грузію. 
За іронією долі Костя і Маша не тільки прямують до одного й того ж курорту, вони змушені їхати в єдиному вільному таксі, жити в одному готелі та ще й у сусідніх номерах, а також розігрувати з її дітьми сімейну ідилію... Але герої ще не здогадуються, як далеко їх заведуть ці ігри.